# Szöllősi Rita
Szöllősi Rita  (Budapest, 1959. február 23. –) magyar iparművész, divat- és ékszertervező művész.

## Életútja
Budapesten, rákospalotai polgári családban született, 1959. február 23.-án. 1977-ben érettségizett a Dózsa György Gimnázium képzőművészeti szakán. 1978-tól a Lapkiadó Vállalat sajtógrafikusaként dolgozott.
1983-ban felvételt nyert az akkori Iparművészeti Főiskola ruhatervező és nyomott anyag tervező szakára. Tanárai Balogh Rozália és Polgár Csaba voltak. 1984-ben kitűnő diplomával végzett. Ebben az évben lett művészeti vezetője a DEMISZ-nek (Debreceni Minőségi Szabóipari Szövetkezet). 1989-ben Könnyűipari Nagydíjat nyert ruhakollekciójával, és a BNV-re készített gyermek síruhájáért Nívódíjjal tüntették ki. Még ebben az évben Könnyűipari Miniszteri Oklevelet kapott művészeti tevékenységéért. 1990-ben Könnyűipari Díjat kapott gyermekruha kollekciójára. 1991-től hat éven át Iránban, Teheránban élt családjával, ahol megkezdte ékszertervezői munkásságának első lépéseit. Diplomája óta a Magyar Művészeti Alap, majd MAK tagja. 2020-ban 17 kortárs professzionális iparművésszel megalapította a Rearticon Iparművészeti Egyesületet, amelynek ügyvezető elnöke lett.
Férje, Szöllősi Tibor, három gyermekük született: Anna(1989), Bálint(1995), Bence(2000). Lányuk, Szöllősi Anna animációs filmrendező iparművész.

## Munkássága
Bár ruhatervező iparművészként végzett, az első időben bábokat és babákat  tervezett, amelyekkel kiállításokon is részt vett. Ő tervezte Huzella Péter és Zalán Tibor Kásavári polgárok című bábműsorának karakteres zsákvászon bábjait. Később mégis az ékszerek tervezéséhez és kivitelezéséhez fordult. Művészeti szemléletét gyökeresen megváltoztatta az iráni élete során tapasztalt keleti kézművesség. A nomád és dervis művészet tanulmányozása után művészeti útja már egyenesen ívelt az egyedi európai és közel-keleti hatású, dús organikus ékszerek megalkotásához.
Kollekcióit a perzsa nomád és dervis ékszerek ihletik. Alapanyagai a féldrágakő, a fa, a csont, a textil, a fém, a gyöngyház, az üveg és még sok más apróbb tárgy, amiket az utazásai során gyűjtött. Az ősi perzsa kultúra alapjaiban sok hasonlóságot mutat a magyar népvándorlás kori magyar nomád tárgyi leletekkel,  alkotásaiban ezeket a hasonlatosságokat mutatja meg, és hozza felszínre a mai magyar iparművészetben. Nyakékeket, ékszerkollekciókat, gyöngy-álarcokat készít.
Perzsa ihletésű munkáit Los Angelesen keresztül a világ több pontján is kiállították, illetve a CNN is bemutatta. Az egyik legjelentősebb ma élő magyar ékszerművészként tartják számon.

## Kiállításai, bemutatói
- 1991 Sztár Galéria, Budapest, textilbábu- és babakiállítás[10]
- 1994 Irán, Teheráni diplomataklub, babakiállítás
- 1994  Irán, Teherán, Barg Art Gallery, önálló retrospektív kiállítás,
- 1994 Theater International Festival, bábok kiállítása[4]
- 1994 Sopron, Bányászati Múzeum, önálló kiállítás[11]
- 1995 Gyöngyös, Mátra Művelődési Központ Pincegaléria, bábok kiállítása[5]
- 1998  San Francisco Moscone Center, csoportos kiállításon szerepelt jelmezterveivel,
- 2002  Budapesti Moulin Rouge Tumay Ildikó divatbemutatójához készült ékszerkollekció,
- 2004 " Venice 1770" ékszer kollekció   Deutsche Bank, Budapest
- 2005 " Sakk " ékszer kollekció , Budapest,
- 2007  Miskolc, Képcsarnok, Szőnyi István terem, Csoportos Ékszer kiállítás

## Díjai, elismerései
- 1989: Könnyűipari Nagydíj[7]
- 1989: Nívódíj[7][8]
- 1990: Alkotó díj[7]

## Galéria
- Fortuna
- Tokaj
- Abyaneh
- Iszfahán